# Bolivia en los Juegos Olímpicos de Londres 2012
Bolivia estuvo representada en los Juegos Olímpicos de Londres 2012 por cinco deportistas, tres hombres y dos mujeres, que compitieron en tres deportes.
La portadora de la bandera en la ceremonia de apertura fue la nadadora Karen Torrez. El equipo olímpico boliviano no obtuvo ninguna medalla en estos Juegos.